# Layers of Fear: Inheritance
Layers of Fear: Inheritance (с англ. — «Слои страха: Наследство») — дополнение к психологическому хоррору Layers of Fear, разработанное польской студией Bloober Team и изданное Aspyr. В Layers of Fear: Inheritance игрок управляет дочерью безумного художника, которая возвращается в дом, где прошло её детство. Исследуя особняк, она вновь переживает мрачные воспоминания прошлого и пытается разобраться в поступках отца, чтобы найти возможность простить его. В этих воспоминания игроку становится понятно, что психическое расстройство отца передалось дочери, в связи с чем в игре присутствуют изменение обстановки особняка и галлюцинации, как и в оригинальной игре.
Дополнение было выпущено на Microsoft Windows, Linux, PlayStation 4 и Xbox One 2 августа 2016 года, а 21 февраля 2018 года в издании Layers of Fear: Legacy — на Nintendo Switch.

## Геймплей
Игрок управляет дочерью художника. Она возвращается в дом, когда-то бывший ей родным, чтобы разобраться в прошлом. Игрок исследует заброшенный семейный особняк при помощи фонарика. Непосредственно при исследовании дома героиню будут посещать воспоминания о детстве, в которые включены геймплейные элементы. В этих воспоминаниях, в зависимости от действий игрока, поступки матери и отца могут носить либо позитивный, либо негативный характер.
Поскольку дочь унаследовала психические отклонения художника, то обстановка особняка в воспоминаниях также подвержена изменению и различным иллюзиям. Также как и в оригинальной игре, игрок может найти различные предметы, при рассмотрении которых запустятся диалоговые воспоминания. Встречаются различные рисунки и записки, которые позволят раскрыть некоторые моменты прошлого героини и её родителей. Поиск предметов характерен и для воспоминаний, и для исследования дома повзрослевшей дочкой.

## Сюжет
Главная героиня — подросшая дочь обезумевшего художника. Она возвращается в полуразрушенный дом, где проходило её непростое детство. В попытках разобраться в прошлом, в воспоминаниях о своём отце, она хочет навсегда решить важный для себя вопрос — сможет ли она простить его, или же нет. Исследуя опустевший особняк, дочь художника вспоминает о 7-ми событиях из своего детства.
Как и в оригинальной игре, в дополнении существует 3 концовки, на которые влияют действия игрока.
Первая концовка. Открывается, если в воспоминаниях действия героини привели к благосклонному отношению к отцу. Девушка заходит в последнюю комнату, свою старую спальню, где видит оставленное отцом наследство — её портрет с цветком. Она осознаёт, что этот портрет — извинение перед ней за мрачные и печальные воспоминания о детстве. И её отец, на самом деле, человек, который был доведён до безумия тоской и чувством своей вины. Но основная причина — это сам дом, в котором художника преследовали совершённые им ошибки, повлёкшие семейную трагедию. В итоге девушка прощает своего отца, забирает портрет и сжигает особняк. В последней сцене портрет с цветком висит на стене в доме у героини. Став мамой, она интересуется рисунком своей дочки, после чего критикует выбор розового цвета для нарисованной лошадки, также как и отец героини в её собственном детстве. В последнем кадре портрет девушки растекается, как картины в семейном особняке во время безумия художника.
Вторая концовка. Открывается, если в воспоминаниях действия дочери привели к негативному отношению к своему отцу. Девушка также заходит в свою старую спальню и видит свой портрет с цветком. Однако она рассматривает его как недостаточное извинение, которое говорит лишь о самодовольстве художника. После чего она уничтожает картину, ударяя её о комод. В порыве гнева она задевает зажжённый канделябр, который падает на пол. Из-за этого в последней сцене в доме начинается пожар, который приводит к обвалу потолка и гибели героини.
Третья концовка. Открывается, если все действия героини в воспоминаниях привели к благосклонному отношению к отцу, а также после нахождения всех своих детских рисунков. Развешенные рисунки игрок должен переставить так, чтобы получился портрет девушки. При отключении фонарика, в темноте проявится скрытый рисунок крысы, показывающий карту дома. На ней отмечено место, которое девушка должна найти. Она понимает, что эту подсказку создал отец. И именно то, что она найдёт, и будет являться наследством. Пройдя по карте, героиня находит покрытый холст. Со словами «Кто-то сказал мне, что безумие у моей семьи в крови. Ну и пусть» героиня открывает холст и наблюдает на нём первый слой, тот же самый, с которого начинал создавать свой шедевр отец героини.
| Сводный рейтинг       | Сводный рейтинг                        |
| Агрегатор             | Оценка                                 |
| --------------------- | -------------------------------------- |
| Metacritic            | (PS4) 61/100 (XONE) 72/100 (PC) 70/100 |
| Русскоязычные издания |                                        |
| Издание               | Оценка                                 |
| PlayGround.ru         | 9,0/10                                 |
| «Игромания»           | 8/10                                   |

## Разработка
Первый трейлер дополнения вышел 28 июля 2016 года.

## Приём
Layers of Fear: Inheritance получила оценки ниже оригинальной игры. На сайте-агрегаторе оценок Metacritic средний балл дополнения на всех платформах составляет 68 баллов, что соответствует статусу «смешанные или средние отзывы».